# Tortriciforma perviridis
Tortriciforma perviridis är en fjärilsart som beskrevs av Louis Beethoven Prout 1928. Tortriciforma perviridis ingår i släktet Tortriciforma och familjen trågspinnare. Inga underarter finns listade i Catalogue of Life.